# Tiếp thị đa kênh
Tiếp thị đa kênh (tiếng Anh: Multi-channel marketing ) là sự pha trộn của các kênh phân phối và quảng cáo khác nhau cho mục đích marketing. Có nhiều kênh mà các doanh nghiệp, tổ chức có thể sử dụng cho tiếp thị đa kênh, bao gồm trực tuyến và ngoại tuyến:
- Cửa hàng bán lẻ
- PPC và quảng cáo trực tuyến khác
- Tại website
- Direct email
- Email Marketing
- Danh mục đặt hàng qua mail
- Tiếp thị qua di động

Tiếp thị đa kênh là về sự lựa chọn. Mục tiêu của các công ty tiếp thị là giúp người tiêu dùng dễ dàng mua hàng từ họ theo bất kỳ cách nào phù hợp nhất.
Để có hiệu quả, tiếp thị đa kênh cần được hỗ trợ bởi các hệ thống quản lý chuỗi cung ứng tốt, để các chi tiết và giá cả hàng hóa được cung cấp phù hợp tại các kênh khác nhau. Nó cũng có thể được hỗ trợ bằng cách phân tích chi tiết lợi tức đầu tư từ mỗi kênh khác nhau, được đo lường về mặt phản ứng của khách hàng và mức chuyển đổi doanh số. Sự đóng góp mà mỗi kênh mang lại cho doanh số có thể được đánh giá thông qua mô hình Marketing hỗn hợp hoặc thông qua mô hình phân bổ. Một số công ty đặt mục tiêu tại các kênh nhất định với các phân khúc nhân khẩu học khác nhau của thị trường hoặc tại các nhóm người tiêu dùng kinh tế xã hội khác nhau.
Tiếp thị đa kênh cho phép người bán lẻ tiếp cận khách hàng tiềm năng hoặc hiện tại của mình trong một kênh theo ý thích.

## Phối hợp các kênh trực tuyến và ngoại tuyến
Các công ty bán sản phẩm và dịch vụ có thương hiệu thông qua thị trường doanh nghiệp địa phương tại kênh trực tuyến và ngoại tuyến cho khán giả địa phương. Các chiến dịch marketing đa kênh trực tuyến và ngoại tuyến có thể thông báo cho nhau hoặc được thực hiện một cách cô lập. Một tỷ lệ các công ty sử dụng các nỗ lực về Marketing trực tuyến của họ để thông báo cho các quảng cáo ngoại tuyến của họ (ví dụ như họ sẽ kiểm tra từ khóa trực tuyến để hiểu liệu chúng có phù hợp với ý định của khách hàng hay không trước khi sử dụng chúng trong quảng cáo ngoại tuyến).
Tích hợp thông tin là bước đầu tiên của tích hợp đa kênh và rất phổ biến trong giai đoạn đầu của xu hướng này (Steinfield et al. 2005). Trong khi việc phối hợp là hết sức quan trọng để đưa ra được thông tin và xác định dịch vụ cung cấp, thì các sự phối hợp này đều vô hình đối với các khách hàng.

## So sánh với hình thức Marketing truyền thống
Trong khi tiếp thị đa kênh tập trung chủ yếu vào các nền tảng truyền thông mới trong marketing, các phương pháp truyền thống sử dụng các phương tiện truyền thông cũ (old media) như từ nguồn in ấn, tiếp thị qua điện thoại, thư trực tiếp (Direct mail) và các đài phát thanh như radio và truyền hình. Tiếp thị đa kênh không chỉ sử dụng các biểu mẫu web 2.0 mà còn tích hợp các mô hình hội tụ truyền thông, nhằm mục tiêu tương tác với khách hàng thông qua các nền tảng khác nhau như qua tin nhắn, website, email, chiến dịch video trực tuyến, GPS để theo dõi vị trí của khách hàng và sự gần gũi của họ với sản phẩm hoặc dịch vụ. Có thể tiếp cận trực tiếp với khách hàng là một chiến lược tiếp thị quan trọng vì nó thuận tiện và tăng cường tương tác trực tiếp với khách hàng.

## Phát triển chương trình tiếp thị đa kênh
Với những khách hàng mua sắm đa kênh (là những người sử dụng nhiều kênh mua hàng khác nhau, bao gồm tại cửa hàng, qua tiếp thị bằng điện thoại và qua Internet) hiện đang chiếm đa số và chi tiêu đáng kể hơn người mua sắm đơn nhất - những người chỉ mua hàng ở một kênh. Dựa vào thực tế này, việc áp dụng tư duy lên chiến lược sử dụng phương thức tiếp thị đa kênh một cách có hiệu quả hiện đang là điều quan trọng với các tổ chức để nâng cao lợi nhuận, trải nghiệm và sự hài lòng của khách hàng,...
Theo nghiên cứu của Bruce D. Weinberg, Salvatore Parise, Patrica J. Guinan (2007), có ba bước để phát triển chương trình tiếp thị đa kênh:
1. Tạo ra một chiến lược toàn diện
2. Thiết kế cấu trúc tổ chức
3. Khuyến khích và tạo ra các số liệu để đo lường các tác động và hiệu suất tổng thể.

## Lợi ích của tiếp thị đa kênh
Một số lợi ích lâu dài của phong cách tiếp thị này bao gồm:
- Doanh thu cao bán hàng hơn: Multi-channel marketing có thể giúp tăng doanh thu nhanh hơn vì những khách hàng từ chiến dịch đa kênh chi tiêu nhiều gấp bốn lần so với khách hàng từ các chiến dịch đa kênh. Hơn nữa, các chiến dịch đa kênh cũng tạo ROI nhiều hơn 24% so với marketing tại một kênh[8][9]
- Cải thiện tiềm năng marketing: khách hàng có thể thực hiện mua sản phẩm tại nhiều kênh khác nhau bất kì lúc nào, điều đó làm tăng khả năng marketing của doanh nghiệp và cung cấp cho khách hàng nhiều lựa chọn hơn để mua hàng thương hiệu của bạn dù họ có chọn cách nào đi chăng nữa[9]
- Đạt được lợi thế cạnh tranh: tiếp thị đa kênh cho phép doanh nghiệp nắm bắt các cơ hội tiếp cận khách hàng trước đối thủ để đạt được lợi thế cạnh tranh.[9]
- Hiểu rõ hơn về khách hàng: Bằng phản hồi từ khách hàng, sẽ dễ hiểu hơn những gì họ mong đợi từ một sản phẩm hoặc dịch vụ và cách cải thiện thương hiệu. Để đáp ứng nhu cầu của một phân khúc thích hợp, cần xác định các kênh và nền tảng hoạt động cho một nhóm nhất định[10]
- Tăng khả năng hiển thị và tiếp cận thương hiệu (điểm tiếp xúc - touch points): Khoảng 36%[11] người mua hàng tìm kiếm sản phẩm trên một kênh nhưng mua sản phẩm qua một kênh khác. Ví dụ như showrooming hoặc webrooming.
- Xây dựng mối quan hệ thân thiết với khách hàng: Tiếp thị đa kênh cho phép các công ty xây dựng lâu dài mối quan hệ khách hàng bằng cách đồng thời cung cấp khách hàng và khách hàng tiềm năng của họ, sản phẩm, dịch vụ và hỗ trợ (hoặc bất kỳ sự kết hợp nào trong số này) thông qua hai hoặc nhiều kênh được đồng bộ hóa[12]

## Hạn chế của Multi-channel Marketing
Mặc dù có nhiều lợi ích nhưng, tiếp thị đa kênh cũng có một số nhược điểm
- Dẫn đến sự nhầm lẫn của khách hàng
- Xung đột giữa các kênh
- Tăng thêm chi phí
- Mất đi tính khác biệt